# Verena Lepper
Verena M. Lepper (née en 1973 à Mönchengladbach) est une égyptologue et sémiticienne allemande.

## Biographie
Après son baccalauréat au Kaiser-Karls-Gymnasium, la fille du directeur des archives municipales d'Aix-la-Chapelle Herbert Lepper étudie l'égyptologie, la sémitique ainsi que les langues et cultures de l'Orient chrétien et les sciences de l'Ancien Testament à Bonn, Cologne, Tübingen et Oxford à partir de 1992. Elle effectue ses études de doctorat aux universités de Bonn et de Harvard. De 1993 à 2004, elle bénéficie d'une bourse de la Studienstiftung des deutschen Volkes.
Elle obtient son doctorat en 2005 à l'université rhénane Frédéric-Guillaume de Bonn avec une thèse sur le papyrus Westcar. Elle travaille ensuite en tant que postdoctorante aux universités de Bonn, Harvard et Oxford, notamment dans le cadre du projet de financement tiers de la Deutsche Forschungsgemeinschaft « La communauté araméo-juive d'Éléphantine ».
Depuis 2008, Verena Lepper est conservatrice de la collection de papyrus égyptiens et orientaux du Musée égyptien des musées d'État de Berlin. Depuis l'été 2011, elle est chargée de cours en égyptologie à l'Université libre de Berlin. En février 2013, Verena Lepper est nommée professeur honoraire de papyrus et de manuscrits égyptiens et orientaux à la faculté de théologie de l'université Humboldt de Berlin, où elle fonde, en coopération avec les musées d'État de Berlin, un « Nouvel Institut d'histoire des religions orientales anciennes et hellénistiques » (IAHRG), dont elle est membre du conseil d'administration.
Ses recherches portent principalement sur les papyrus égyptiens et orientaux, la littérature, la religion et la langue ainsi que sur l'histoire de l'art, de la culture et des sciences. Elle a publié de nombreux livres et articles sur ces sujets.
De 2006 à 2011, Verena Lepper est membre de la Junge Akademie à l'Académie des sciences de Berlin-Brandebourg et de l'Académie nationale allemande Leopoldina. Dans le cadre du programme 2008-2009, elle est associée à la fondation neue verantwortung, Berlin. De 2009 à 2011, elle est membre du conseil scientifique « Kleine Fächer » de la Conférence des recteurs d'université (allemand : Hochschulrektorenkonferenz (HRK)). Depuis 2009, elle est Young Leader de l'association Atlantik-Brücke, dont elle est membre depuis 2018.
En 2011, Verena Lepper est désignée comme l'une des « 100 femmes de demain » par « Allemagne - pays des idées » du gouvernement fédéral et de la Fédération de l'industrie allemande. Elle est également nommée « 2013 Young Scientist » par le Forum économique mondial, en reconnaissance de ses réalisations scientifiques et curatoriales dans le domaine de l'égyptologie. Fin 2014, Lepper reçoit une bourse du Conseil européen de la recherche (allemand : « Europäische Forschungsrat », anglais : « European Research Council ») (ERC) de 1,5 million d'euros sur cinq ans pour son projet de recherche « Localizing 4000 Years of Cultural History. Texts and Scripts from Elephantine Island in Egypt ». Avec dix collaborateurs, elle réalise dans ce projet une recherche innovante en collaboration avec les sciences techniques et naturelles. Elle communique les résultats de ses recherches au grand public dans le contexte de ses activités muséales.
Verena Lepper est membre du comité directeur du Harvard Club Berlin et conférencière de confiance de la Studienstiftung des deutschen Volkes. Elle est professeur et conférencière invitée aux universités de Harvard et de Princeton,. Elle réalise différentes expositions spéciales interdisciplinaires au niveau national (Berlin, Bonn) et international (par ex. Abu Dhabi, Doha, Harvard).
En 2013, Verena Lepper fonde la « Arab-German Young Academy of Sciences and Humanities » (AGYA) bilatérale, qu'elle dirige depuis lors à l'Académie des sciences de Berlin-Brandebourg,. En 2018, un bureau de l'AGYA est ouvert à l'Académie égyptienne de recherche scientifique et de technologie (ASRT) au Caire. Le soutien financier de l'AGYA est assuré jusqu'à présent, sous sa direction, par le ministère fédéral de l'Éducation et de la Recherche (BMBF) en trois phases de financement. D'autres partenaires arabes soutiennent ce grand projet dans vingt-deux pays. Verena Lepper s'engage dans différents comités de politique scientifique et de diplomatie culturelle. En juin 2017, elle a reçu le Golden Plate Award de l'Académie égyptienne de recherche scientifique et de technologie (ASRT) au Caire.
Elle est membre de l'Union des associations scientifiques d'étudiants catholiques Unitas.

## Publications
- Markus Witte, Jens Schröter & Verena Lepper (éd.), Torah, Temple, Land. Constructions of Judaism in Antiquity, Texts and Studies in Ancient Judaism, Tübingen, 2021, 320 p.
- Verena M. Lepper (éd.), Cinderella, Sindbad & Sinuhe. Traditions narratives arabo-allemandes, Berlin, 2019, 360p.
- Verena M. Lepper, Peter Deuflhard, Christoph Markschies (éd.), Espaces - Images - Cultures, publication de la Berlin-Brandenburgische Akademie der Wissenschaften, De Gruyter Verlag, Berlin, 2015, 205 p.
- Verena M. Lepper (éd.), Persönlichkeiten aus dem Alten Ägypten im Neuen Museum, Michael Imhof Verlag, Berlin, 2014, 192 p.
- avec Roland Enmarch (éd.), Ancient Egyptian Literature. Theory and Practice ( = Proceedings of the British Academy 188), Oxford University Press / British Academy, 2013,  (ISBN 978-0-19-726542-0).
- Verena M. Lepper (éd.) : Recherche dans la collection de papyrus. Eine Festgabe für das Neue Museum, Ägyptische und Orientalische Papyri und Handschriften des Ägyptischen Museums und Papyrussammlung Berlin, Bd. 1, Akademie Verlag, Berlin, 2012,  (ISBN 978-3-05-006039-2).
- avec Ingelore Hafemann (éd.), Karl Richard Lepsius. Der Begründer der deutschen Ägyptologie, Kadmos Kulturverlag, Berlin, 2012,  (ISBN 978-3-86599-176-8).
- Verena M. Lepper (éd.), texte, Richard Parkinson, photographies, Lisa Baylis, Four 12th Dynasty Literary Papyri (Pap. Berlin P. 3022-5). A photographic Record, Akademie Verlag, Berlin, 2012,  (ISBN 978-3-05-005856-6).
- avec Christina Hanus et autres, Pionniers de l'égyptologie. Carl Richard Lepsius 1810-1884, Staatliche Museen zu Berlin, Berlin, 2010,  (ISBN 978-3-88-6096916).
- Verena M. Lepper, Recherches sur pWestcar. Eine philologische und literaturwissenschaftschaftliche (Neu-)Analyse ; avec un fichier audio-Mp3 de la performance du texte sur CD-ROM, Harrassowitz Verlag, Wiesbaden, 2008,  (ISBN 978-3-447-05651-9) (= thèse de doctorat).
- avec Léo Depuydt (éd.), H. J. Polotsky, Scripta posteriora on Egyptian and Coptic. Séminaire d'égyptologie et de coptologie, Göttingen; 2007.
- Verena M. Lepper (éd.), « After Polotsky ». New research and trends in Egyptian and Coptic linguistics, Séminaire d'égyptologie et de coptologie, Göttingen, 2006.